# Barking Pumpkin Records (discográfica)
Barking Pumpkin Records es una compañía  discográfica independiente americana situada en California, Estados Unidos, que se especializó en la publicación de discos para la venta por correo, contra pedido del cliente. Fue fundada en 1981 por Frank Zappa.

## Historia
Después de salir de Warner Bros. Records, Zappa fundó la compañía Zappa Records en 1977, y firmó un acuerdo con Phonogram Inc. para la distribución de los lanzamientos del sello en los Estados Unidos. Su primer lanzamiento con aquella fue el álbum en vivo Sheik Yerbouti, seguido por la ópera rock distópica Joe's Garage. Después de que Phonogram Inc. se negara a lanzar el sencillo "I Do not Wanna Get Drafted", que criticaba la reintroducción del proyecto militar de Jimmy Carter, Zappa fundó Barking Pumpkin Records. Tras pasar la mayor parte de 1980 en la carretera, Zappa lanzó Tinsel Town Rebellion en 1981, su primer lanzamiento en Barking Pumpkin.
El sello fue distribuido inicialmente por CBS Records. En 1984, Barking Pumpkin se preparó para lanzar el álbum Thing-Fish y MCA produjo una prueba.
Sin embargo, MCA retiró su distribución después de que una mujer de su departamento de control de calidad se ofendió y molestó por el contenido del álbum. Rápidamente se llegó a un acuerdo con EMI Records, que permitiría que Them or Us y Thing-Fish fueran distribuidos por Capitol Records en los Estados Unidos. Zappa escribió una "advertencia" que apareció en las partes interiores de estos álbumes, así como en Frank Zappa Meets the Mothers of Prevention, en la que declaraba que los álbumes contenían contenido "que una sociedad verdaderamente libre no temería ni suprimiría", y una "garantía", que declararaba que las letras no "causarían tormento eterno en el lugar donde el hombre con los cuernos y palo puntiagudo lleva a cabo su negocio ".
Dweezil Zappa lanzó su álbum debut Havin 'a Bad Day en Barking Pumpkin en 1986. Después de un álbum en otra compañía, lanzó Confessions en Barking Pumpkin en 1991, y formó el grupo Z, con Ahmet Zappa, lanzando Shampoohorn en Barking Pumpkin.
Dos recopilaciones, Frank Zappa Plays the Music of Frank Zappa: A Memorial Tribute y Quaudiophiliac, fueron lanzados póstumamente por Barking Pumpkin en 1996 y 2004, junto con el álbum inédito Everything Is Healing Nicely en 1999.
En 2012, el Zappa Family Trust recuperó el control del catálogo musical de Frank Zappa y llegó a un acuerdo de distribución con Universal Music Enterprises para volver a publicar el catálogo de Zappa en los sellos de Zappa y en Barking Pumpkin Records.

## Artistas
Primeros
| Artista       | Año(s) firma           | Álbumes publicados | Notas |
| ------------- | ---------------------- | ------------------ | --- |
| Frank Zappa   | —                      | 21                 | Diciembre muerto 4, 1993 (envejecido 52), debido a cáncer de próstata.                                        |
| Dweezil Zappa | 1986 –1988; 1991 –1994 | 2                  | Hijo de Franco Zappa. Tiene desde entonces liberó álbumes en Chrysalis, Favoreció Naciones y Zappa Registros. |
| Z             | 1994                   | 1                  | Consta de Dweezil y Ahmet Zappa, hijos de Francos Zappa. Liberado uno más álbum en Zappa Registros.           |